# Dar Hassan Pacha
Dar Hassan Pacha (in arabo دار حسن باشا‎?) è un palazzo situato nella casba di Algeri. L'edificio, in stile moresco, venne realizzato nel 1791. Nel XIX secolo, vennero implementate alcune ristrutturazioni dell'edificio da parte dell'amministrazione coloniale.